# جورج حزبون
جورج حزبون (1951 - ) أكاديمي ومحامي أردني ولد في عمان، الأردن. عمل أستاذاً في كلية الحقوق في الجامعة الأردنية، كما عمل استاذاً زائراً في كلية الحقوق في دمشق، وباحثاً في كلية الحقوق في جامعة تكساس في هيوستن أثناء التفرغ. كما كان عضواً في اللجنة الوطنية للمحكمة الجنائية الدولية في الأردن ورئيساً للجامعة الأمريكية في مادبا، عمل كعضو في مجلس إدارة معهد القضاء الأردني، وكان عضواً في مجلس التعليم العالي في الأردن.

## المؤهلات العلمية
- دكتوراه في القانون الدولي الخاص. [1]

- دبلوم الدراسات العليا في مجال القانون الخاص والتجاري
- الإجازة الجامعية في الحقوق

## حياته
أسس حزبون شركة ICLC في عام 1979 في عمان الأردن وهي شركة رائدة متخصصة في القضايا القانونية المتعلقة بقانون الأعمال، والخدمات المصرفية. نمت الشركة تدريجياً لتصبح واحدة من مكاتب المحاماة الرائدة في الأردن وواحدة من أشهر مكاتب المحاماة في منطقة الشرق الأوسط وشمال إفريقيا
كما أسس حزبون مكتب المحاماة (حزبون وشركاه) منذ عام 1979 المتخصص في القضايا القانونية (التقاضي والتحكيم للشركات) المتعلقة بقانون الأعمال والمصارف وعقود البناء (FIDIC) والطاقة والبترول والبحرية والشحن ، الشركات والطيران وتسوية المنازعات والتحكيم. وهو عضو في العديد من المؤسسات المهنية الدولية مثل:
- جمعية التحكيم الأمريكية (هيئة التحكيم).
- مركز التحكيم الكندي.
- اللجنة الوطنية للمحكمة الجنائية الدولية ، الأردن.
- لجنة غرفة التجارة الدولية على تسوية المنازعات ولجنة التحكيم.
- نقابة المحامين الأردنيين.

عمل حزبون كمحكم وحيد وعضو ورئيس (لجان التحكيم) في العديد من قضايا التحكيم الدولية والمحلية. كما أنه مثل الدول والشركات متعددة الجنسيات بصفته محامياً. نشر ثلاثة وأربعين مقالة قانونية في العديد من المجلات وثلاثة كتب عن التحكيم والشركات متعددة الجنسيات والوكالات واتفاقيات البناء وموضوعات الطاقة. ساهم في صياغة العديد من القوانين والأنظمة في الأردن ، وقدم استشارات كخبير قانوني للعديد من الدول واليونسكو والبنك الدولي.